# Cowboyland
Cowboyland è un parco di divertimento a tema western improntato sulla vita dei cowboy e sul Far West, situato a Voghera, in provincia di Pavia.
È il primo e unico parco italiano a tema western.
Grazie all'attività svolta nel parco tematico, la città di Voghera si è gemellata con quella di Cheyenne, capitale dello stato del Wyoming, negli Stati Uniti d'America.

## Storia
Il 3 giugno 1995 viene ufficialmente inaugurato nella campagna pavese il Cowboys' Guest Ranch su un'area di 50.000 m², all'interno del quale nel 2001 viene aperta una zona dedicata alle attrazioni.
L'area tematica viene ampliata nel 2006 con l'installazione di un ottovolante e nuove scenografie a tema realizzate dallo scenografo Emilio Banfi (che ha curato le ambientazioni di altri parchi italiani come Gardaland e Mirabilandia), oltre all'organizzazione di nuovi spettacoli dal vivo

## Caratteristiche
L'area divertimento si sviluppa su una superficie di circa 35000 m² (a fianco del Cowboys' Guest Ranch), dotato di zone attrezzate per pic-nic, ha numerose attrazioni in stile far west ed è meta di visite specialmente di scolaresche.
Il parco è parte del Cowboys' Guest Ranch, un'area di circa 50 000 metri quadrati fornita di numerosi animali tipici del selvaggio west, fra cui decine di cavalli, pony, una ventina di torelli, sei tori, puzzole, cani della prateria e altri.
All'interno della cittadella di "Cowboy town" costruita con scenografie western, è compresa fra l'altro anche un'arena coperta di 2.400 m² (PalaTexas), con 1.420 posti a sedere, per assistere a spettacoli di rodeo e Wild West Show. All'interno del PalaTexas si svolgono competizioni e gare del campionato italiano ed europeo di rodeo all'americana e cutting.
All'interno del parco vi è anche un ristorante americano, un saloon, un emporio western e un albergo a tema.

## Attrazioni
Le principali attrazioni di Cowboyland sono:
- Goat Scramble: incontro con le caprette presenti nel parco;
- Gold Mine Train: viaggio in un trenino western;
- Cowboyland Railroad: trenino che si inoltra all'interno della vecchia miniera d'oro abbandonata;
- Indian Village: visita al villaggio indiano;
- First Emotion: gli ospiti imparano a cavalcare;
- Old West Game: gioco del lancio del pollo nella pentola, lancio dei ferri di cavallo, gara con i fucili e tiro al barattolo;

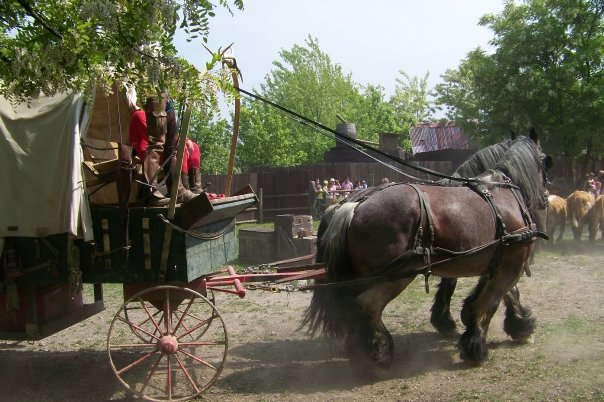
Un carro attraversa il parco

- Cow Town: visita alla piccola città di frontiera;
- Cattle Drive and Camp Wagon: passaggio delle mandrie di vitelli e del Chuck Wagon;
- Wyoming Stage: spettacolo di Mr Fantasy e spettacolo di line dance;
- Lazo Stage: scuola di lazo;

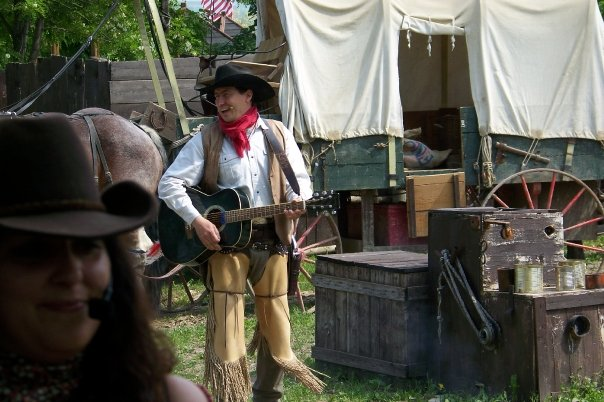
Spettacolo di musica country

- Fort Alamo: parco giochi per i più piccoli;
- Pony Ride: a contatto con i ponies;
- Indian River: viaggio sul fiume a bordo di canoe e tronchi alla maniera dei nativi americani;
- American Rodeo: tipico rodeo americano;
- Wyoming Ranger Quad Station: prova sulla moto a quattro ruote;
- Stable Tour: visita alle scuderie dei cavalli;
- Cowbus: giro panoramico del parco su un veicolo metà trattore e metà mucca;
- Ranch Animal Tour: visita agli animali ospitati nel parco: bisonti, orsetti lavatori, daini, vitelli, capre, pecore, cavalli, pony, e altri